# Tegla Loroupe
Tegla Loroupe Chepkite, kenijska atletinja, * 9. maj 1973, Kapsoit, Kenija.
Nastopila je na poletnih olimpijskih igrah v letih 1992, 1996 in 2000, osvojila je peto in šesto mesto v teku na 10000 m. Na svetovnih prvenstvih je v isti disciplini osvojila bronasti medalji v letih 1995 in 1999. Trikrat je osvojila Rotterdamski maraton, dvakrat Newyorški maraton ter po enkrat Londonski maraton in Lausannski maraton. Dvakrat zapored je postavila svetovni rekord v maratonu, ki ga je držala med letoma 1998 in 2001.